# Trigonodictyon
Trigonodictyon là một chi rêu trong họ Orthotrichaceae.